# كيفن باريت (لاعب كريكت)
كيفن باريت (16 نوفمبر 1975 - ) (بالإنجليزية: Kevin Barrett)‏ هو لاعب كريكت بريطاني.